# 泰绮思

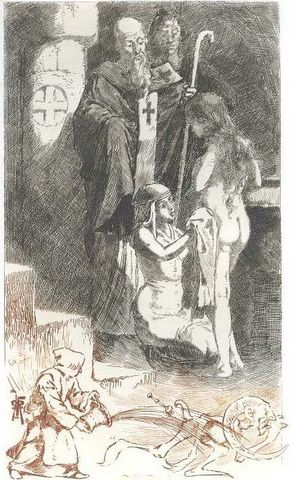

《泰绮思》（法語：Thaïs）是法国作家阿纳托尔·法朗士的一部小说，发表于1890年。这部小说是基于公元4世纪埃及的圣黛依丝皈依基督教的事迹 ，也是儒勒·马斯内的同名歌剧黛依丝（1894年）的灵感来源。

## 情节
埃及沙漠的一位禁慾主義隐士巴福尼斯（Paphnuce），前往亚历山大寻找他年轻时认识的放蕩主義美女泰绮思。他伪装成一个纨绔子弟，和她谈论永恒；令人惊讶的是，他成功地使她皈依了基督教。然而，当他们回到沙漠时，他对她以前的生活着迷。她进入修道院忏悔自己的罪过。他无法忘记她著名的美貌的魅力，对生活的价值感到困惑。后来，当她快要死了，看到天堂在她面前打开时，他来到她身边，告诉她，她的信仰是一种幻觉，他爱她。